# S.O.S. Kindtand
|  | Denne artikel er oprettet af botten PalnaBot ud fra en ekstern database. Den kan derfor have sproglige fejl eller mangler. Denne skabelon kan fjernes efter kontrol af indholdet. |

S.O.S. Kindtand er en børnefilm fra 1943 instrueret af Astrid Henning-Jensen, Bjarne Henning-Jensen efter manuskript af Astrid Henning-Jensen, Bjarne Henning-Jensen.

## Handling
Filmen indleder med en manende beskrivelse af drengen, hvis tandbyld er blevet en så alvorlig sag, at der må indlæggelse og operation til. Men dette kan forebygges bl.a. hos skoletandlægen og allerbedst ved at børnene selv forstår, hvad 'rationel tandpleje' er.